# مارلين شيابا
مارلين شيابا (مواليد 18 نوفمبر 1982) هي كاتبة وسياسية فرنسية شغلت منصب وزيرة الدولة للاقتصاد الاجتماعي والتضامني والحياة النقابية، التابعة لرئيس الوزراء في حكومة بورن بين عامي (2022-2023)، ووزيرة منتدبة مسؤولة عن المواطنة تابعة لوزير الداخلية في حكومة رئيس الوزراء جان كاستكس بين عامي (2020-2022) ووزيرة دولة للمساواة بين الجنسين في حكومة رئيس الوزراء إدوارد فيليب بين عامي (2017-2020).
وفي نهاية المطاف، أُقيلت شيابا من الحكومة في يوليو/تموز 2023 كجزء من تعديل وزاري، وهو الفصل المرتبط بالفضيحة السياسية المستمرة المحيطة بـ "صندوق ماريان" لمكافحة التطرف الإسلامي، وهو الصندوق الذي أنشأته كوزيرة مساعدة في عام 2021، والذي خضعت إدارته للتدقيق العام والبرلماني في عام 2023. وقد واجه الصندوق انتقادات بسبب افتقاره إلى الشفافية والشروط التي تم بموجبها منح المنح. ونشأت اتهامات بالمحسوبية وسوء الإدارة، وخاصة فيما يتعلق بتخصيص الأموال للجمعيات التي يُنظر إليها على أنها قريبة من الحكومة مثل "Conspiracy Watch" التي أسسها رودي رايشتات.
في 26 يوليو 2020، أعلنت مارلين شيابا أن مشروع قانون مكافحة الانفصالية سيقدم بداية العام الدراسي، في شهر سبتمبر أو أكتوبر وسيستهدف بشكل خاص الإسلام السياسي.